# Głębockie Pierwsze
Głębockie Pierwsze – wieś w Polsce położona w województwie wielkopolskim, w powiecie konińskim, w gminie Ślesin.
| SIMC    | Nazwa     | Rodzaj    |
| ------- | --------- | --------- |
| 0296791 | Witalisów | część wsi |

Miejscowość położona jest nad Jeziorem Ślesińskim.
W latach 1975–1998 miejscowość administracyjnie należała do województwa konińskiego.